# Sphenotoma
Sphenotoma es un género con nueve especies de plantas de flores perteneciente a la familia Ericaceae. 

## Especies seleccionadas
- Sphenotoma capitata
- Sphenotoma capitatum
- Sphenotoma dracophylloides
- Sphenotoma drummondii
- Sphenotoma gracile
- Sphenotoma gracilis
- Sphenotoma parviflora
- Sphenotoma parviflorum
- Sphenotoma squarrosa